# Indicatif régional 409

Carte de l'État du Texas avec les territoires de ses indicatifs régionaux. L'indicatif régional 409 est en blanc.

L'indicatif régional 409 est l'un des multiples indicatifs téléphoniques régionaux de l'État du Texas aux États-Unis.
Cet indicatif dessert les régions de Beaumont et de Galveston 
La carte ci-contre indique en blanc le territoire couvert par l'indicatif 409.
L'indicatif régional 409 fait partie du plan de numérotation nord-américain.

## Comtés desservis par l'indicatif
Chambers, Galveston, Hardin, Jasper, Jefferson, Newton, Orange, Polk, Sabine, Trinity et Tyler

## Villes desservies par l'indicatif
Anahuac, Beaumont, Bon Wier, Bridge City, Bronson, Brookeland, Buna, Burkeville, Call, Camden, Cedar Lane, Centralia, China, Colmesneil, Dallardsville, Deweyville, Doucette, Evadale, Fred, Galveston, Geneva, Gilchrist, Glidden, Groves, Hamshire, Hankamer, Hemphill, High Island, Hillister, Hitchcock, Jamaica Beach, Jasper, Kirbyville, Kountze, La Marque, Lissie, Lumberton, Mauriceville, Milam, Millican, Mumford, Nederland, Newton, Nome, Orange, Orangefield, Pierce, Pine Forest, Pinehurst, Pineland, Port Arthur, Port Bolivar, Port Neches, Roans Prairie, Rose City, Rose Hill Acres, Sabine Pass, Santa Fe, Silsbee, Sour Lake, Spurger, Stowell, Texas City, Thicket, Tiki Island, Vidor, Village Mills, Wallisville, Warren, West Orange, Wiergate, Winnie, Woodlake et  Woodville